# 2019-es kanári-szigeteki regionális választás
A 2019-es kanári-szigeteki regionális választást 2019. május 26-án tartották, egy napon az európai parlamenti választásokkal valamint a spanyol helyhatósági választásokkal is.

## Választási rendszer
A választáson Kanári szigetek parlamentjének képviselőit választják meg. A parlament egykamarás, jogait pedig a Kanári-szigetek státuszegyezmény tartalmazza, amely a spanyol alkotmány regionális és kormány közti hatalommegosztást definiálja.
A választáson általános szavazójog érvényesül. A választáson 18 éven felüli, kanári-szigeteki lakcímmel rendelkező, spanyol állampolgár szavazhat. A külföldön élő kanáriaknak a szavazás előtt regisztrálniuk kell magukat és az "expat szavazatokhoz" kerülnek a szavazataik. A parlamentbe az összesen 70 mandátumot arányos képviselet értelmében, zártlistás rendszerben lehet megszavazni. A bejutási küszöb 15%-os. Szigetenként van fix mandátum, amit mindenképpen kiosztanak: 3 El Hierro, 8 Fuerteventura, 15 Gran Canaria, 4 La Gomera, 8 La Palma, 8 Lanzarote és 15 mandátum Tenerife szigetnek kerül kiosztásra fixen.

## Jelöltek
| Párt neve | Párt neve                                                    | Jelöltek | Jelöltek            | Ideológia                                                           | Forrás       |  |
| --------- | ------------------------------------------------------------ | -------- | ------------------- | ------------------------------------------------------------------- | ------------ |  |
|           | Spanyol Szocialista Munkáspárt (PSOE)                        |          | Ángel Víctor Torres | Szociáldemokrácia                                                   | [ 2 ] [ 3 ]  |  |
|           | Kanári-szigeteki Koalíció Kanári Nacionalista Párt (CCa–PNC) |          | Fernando Clavijo    | Regionalizmus Kanári nacionalizmus Centrizmus                       | [ 4 ] [ 5 ]  |  |
|           | Néppárt (PP)                                                 |          | Asier Antona        | Konzervativizmus Kereszténydemokrácia                               | [ 6 ] [ 7 ]  |  |
|           | Polgárok – A Polgárság Pártja (Cs)                           |          | Vidina Espino       | Liberalizmus                                                        | [ 8 ]        |  |
|           | Podemos – Equo (IU–MpM)                                      |          | Noemí Santana       | Baloldali populizmus Közvetlen demokrácia Demokratikus szocializmus | [ 9 ] [ 10 ] |  |
|           | Vox (Vox)                                                    |          | Carmelo González    | Jobboldali populizmus Ultranacionalizmus Nemzeti konzervativizmus   | [ 11 ]       |  |
|           | Új Kanáriak (NCa)                                            |          | Román Rodríguez     | Kanári nacionalizmus Szociáldemokrácia                              |              |  |
|           | Gomerai Szocialista Csoport (ASG)                            |          | Casimiro Curbelo    | Kanári nacionalizmus Szociáldemokrácia                              |              |  |